# 独立匈牙利民主党
独立匈牙利民主党（匈牙利語：Független Magyar Demokrata Párt，缩写为FMDP）是匈牙利历史上的一个自由主义政党。1947年7月20日，该党成立，分裂自独立小地主、农民和公民党，首任领袖是包洛格·伊什特万。1949年，该党停止活动，但名义上仍然存在。1989年5月5日，该党重建。2011年1月28日，该党解散。该党曾参加匈牙利独立人民阵线。